# Teiu (Argeș)
Teiu è un comune della Romania di 1 556 abitanti, ubicato nel distretto di Argeș, nella regione storica della Muntenia.
Il comune è formato dall'unione di 3 villaggi: Leșile, Teiu Deal, Teiu Vale.